# Mustelus canis
Mustelus canis е вид хрущялна риба от семейство Triakidae. Видът е почти застрашен от изчезване.

## Разпространение
Разпространен е в Аржентина, Барбадос, Бахамски острови, Бермудски острови, Бразилия, Венецуела, Куба, Мексико, САЩ (Вирджиния, Делауеър, Джорджия, Кънектикът, Масачузетс, Мериленд, Ню Джърси, Северна Каролина, Флорида и Южна Каролина), Уругвай и Ямайка.